# George W. Preston
George W. Preston III. (* 25. August 1930 in Los Angeles, Kalifornien) ist ein US-amerikanischer Astronom.
Preston studierte an der Yale University mit dem Bachelor-Abschluss 1952 und wurde 1959 an der University of California, Berkeley, in Astronomie promoviert. Danach war er als Carnegie Fellow der Carnegie Institution am Mount-Wilson-Observatorium (1959/60) und ab 1960 Assistant Astronomer am Lick-Observatorium der University of California, Santa Cruz. 1964 wurde er Associate Astronomer und ab 1968 war er Mitglied der Observatorien der Carnegie Institution. 1975 bis 1980 war er Assistant Director des Mount Wilson Observatoriums, 1980/81 Acting Director der Observatorien von Mt. Wilson und Las Campanas und 1981 bis 1986 Direktor des Mount Wilson Observatoriums.
Preston befasst sich mit Stellar-Spektroskopie, der Struktur der Galaxie und magnetischen Sternen. In den letzten Jahrzehnten befasste er sich mit der Suche und Untersuchung der chemischen Zusammensetzung kosmologisch früher Sterne, die ihr Brennmaterial (überwiegend Wasserstoff und Helium) noch unmittelbar aus dem Big Bang erhielten und entsprechend arm an schweren Metallen sind.  Dabei arbeitete er mit Steve Shectman zusammen. Sie stellten eine erste Liste von hundert solchen Sternen zusammen und untersuchen anhand dieser Theorien der Nukleosynthese in Sternen. Er untersucht auch Sterne im Endstadium ihrer Entwicklung und den Massenaustausch in Doppelsternsystemen.  In jüngster Zeit analysierte die chemische Zusammensetzung und andere Eigenschaften von RR-Lyrae-Sternen.
2009 war er Henry Norris Russell Lecturer der American Astronomical Society (RR Lyrae atmospherics: wrinkles old and new. A preview) und 1965 erhielt er deren Helen-B.-Warner-Preis. 1963 war er Robert J. Trumpler Lecturer der Astronomical Society of the Pacific. Er ist Mitglied der National Academy of Sciences.